# A Contented Woman
A Contented Woman è un cortometraggio muto del 1917 diretto da Joseph A. Richmond. Prodotto dalla Selig da un soggetto di Charles Hale Hoyt, è una commedia incentrata sulla superiorità maschile su quella femminile. Il film aveva come interpreti Amy Dennis, Frederick Eckhart, William Fables, James Harris tutti attori che ebbero una breve carriera nella compagnia di Chicago fondata da William Nicholas Selig.

## Produzione
Il film fu prodotto dalla Selig Polyscope Company.

## Distribuzione
Distribuito dalla K-E-S-E Service, il film - un cortometraggio in due bobine - uscì nelle sale cinematografiche statunitensi il 23 luglio 1917.